# George Dixon (football canadien)
Pour les articles homonymes, voir George Dixon et Dixon.
(en) Statistiques sur statscrew
George Dixon (1933-1990) est un joueur américain de football canadien.

## Carrière
George Dixon est né à New Haven au Connecticut. Il a fréquenté la Hillhouse High School où il a brillé au football américain, puis le Arnold College, lequel fusionne peu après avec l'université de Bridgeport. Dixon passe deux ans dans l'armée, puis revient à Bridgeport compléter sa carrière universitaire. Au repêchage de la NFL de 1959, il est choisi par les Packers de Green Bay. Il a participé au camp d'entraînement des Packers en 1959, et malgré un retour de botté d'envoi de 96 verges lors d'un match préparatoire, n'a pas été retenu dans l'équipe. Il est par la suite libéré par le Packers et rejoint à la mi-saison les Alouettes de Montréal de la Ligue canadienne de football.
Pendant quatre saisons (1960, 1962, 1963 et 1964), Dixon a été le meilleur porteur de ballon des Alouettes. Il a connu sa meilleure saison en 1962, alors qu'il a gagné 1 520 verges par la course, devenant le meilleur porter de ballon de toute la ligue cette année-là. Il mérite également le titre de joueur par excellence de la LCF. L'année suivante, il est une nouvelle fois choisi sur l'équipe d'étoiles de la LCF.
Une blessure au genou écourte malheureusement sa carrière et il doit prendre sa retraite en 1965. Il reste à Montréal après sa carrière de joueur, se lance en affaires et devient entraîneur des Warriors du collège Loyola en 1968, faisant passer l'équipe d'une saison d'aucune victoire et sept défaites l'année précédant son arrivée à six victoires sans défaites en 1968. Il meurt d'un cancer du cerveau en 1990.

## Trophées et honneurs
- Intronisé au Temple de la renommée du football canadien : 1974[3]
- Trophée Schenley du joueur le plus utile au Canada : 1962
- Trophée Jeff-Russel (joueur le plus utile dans la division Est) : 1962
- Équipe d'étoiles de la LCF : 1962, 1963
- Son numéro 28 a été retiré par les Alouettes en 1974[4]